# Deplatforming
Deplatforming (eng: „die Plattform nehmen“), auch no-platforming, bezeichnet eine Strategie zum dauerhaften Ausschluss einzelner Personen oder Gruppen von (zumeist digitalen) Plattformen wie sozialen Netzwerken, Online-Dienstleistern oder Providern. Dies geschieht in der Regel aufgrund von wiederholter Missachtung festgelegter Regeln, kann aber auch ohne Nennung von Gründen oder auf öffentlichen Druck oder Druck von Werbekunden hin geschehen. Konkret geht der Ausschluss einher mit der Löschung oder Sperrung der Konten, Profile oder Kanäle, also aller bzw. möglichst vieler Plattformen, die die Person oder Gruppe braucht, „um berühmt und damit relevant zu bleiben“.

## Funktion
Ziel des Deplatforming ist es, der betroffenen Person oder Gruppe öffentliche Reichweite zu nehmen und sie von ihrem Publikum und ihren Finanzierungsquellen abzuschneiden. Netzpolitik.org schreibt:

„Es meint den Ausschluss von Accounts aus sozialen Netzwerken oder aber auch von Zahlungsdienstleistern. Deplatforming verringert in der Regel die öffentliche Sichtbarkeit der betroffenen Organisationen oder Einzelpersonen signifikant und oftmals auch deren finanzielles Einkommen. Es ist ein sehr mächtiges Instrument, das den privaten Plattformen zur Verfügung steht.“

Die Wirksamkeit der Strategie Deplatforming ist umstritten. Kritiker argumentieren, es funktioniere noch nicht besonders gut. Zwar führe ein Deplatforming zu einer Reduzierung der Reichweite und teilweise auch der Einnahmen, die betroffenen Akteure würden aber auf Alternativangebote ausweichen. Beispiele für solche Alternativangebote zu Twitter sind die sozialen Netzwerke Gab und Parler. Nachdem die Crowdfunding-Plattform Patreon mehrere Alt-Right-Aktivisten von ihrer Plattform verbannt hatte, gründeten diese ihre eigene Plattform Hatreon. Zudem gäbe es Hinweise darauf, dass sich die Betroffenen weiter radikalisieren würden. Im Handelsblatt heißt es dazu:

„Fakt ist: Deplatforming führt nicht dazu, dass die Hassprediger aufhören, ihre Botschaften zu verbreiten. Sie suchen sich einfach eine neue Bühne. Abseits der großen Plattformen entstehen immer wieder kleinere, radikalere Communities – etwa das mittlerweile eingestellte Forum 8chan, in dem die Attentäter von Christchurch und El Paso ihre Manifeste veröffentlichten, bevor sie Massenmorde begingen.“

Dem widerspricht eine Studie des Instituts für Demokratie und Zivilgesellschaft aus Jena. Im Auftrag von Facebook untersuchte die Studie die Effekte des Deplatforming von „Hassakteuren“. Im Fazit heißt es, „das Deplatforming rechtsextremer Akteure ist eine wirkungsvolle, aber keine ausreichende Antwort auf rechte Raumstrategien im Internet. Löschungen von einzelnen Inhalten, Accounts oder Gruppen auf den Plattformen seien quantitativ ein Tropfen auf den heißen Stein. Bei größeren ‚Hassakteuren‘ dagegen wirke Deplatforming, weil es ihnen Reichweite, Aufmerksamkeit und Vernetzung nehme. Daher sei es ein ‚wehrhaftes Instrument‘.“
Kritiker monieren darüber hinaus, Deplatforming käme eine Einschränkung der Meinungsfreiheit gleich. Teilweise hätten einzelne Plattformen, z. B. das Unternehmen Google, eine so marktbeherrschende Stellung, dass sie durch ihre Nutzungsbedingungen sowohl Endnutzern als auch Unternehmen und Organisationen geradezu diktieren könnten, wie sie ihre Plattform zu nutzen haben. Die Schriftstellerin Tina Uebel bezeichnet Deplatforming als „nur ein anderes Wort für Diskussionsverweigerung: Man wolle eine homogene Welt, in der alle der gleichen Meinung seien“. Konstantin Kuhle, innenpolitischer Sprecher der FDP, forderte: „Beim Deplatforming solle auf schnellere, bessere, digitalere Strafverfahren gesetzt werden, sodass die Legitimität einer solchen Maßnahme in der Bevölkerung steigt.“

## Beispiele
Der neonazistischen Webseite The Daily Stormer wurde 2017 nach den rechtsextremen Demonstrationen in Charlottesville von ihrem Webhoster GoDaddy gekündigt, auch Google lehnte es ab, die Webseite zu hosten.
Nach dem Attentat auf eine Synagoge in Pittsburgh im Jahr 2018 erfolgte ein Deplatforming des sozialen Netzwerks Gab, auf dem der Attentäter seine Tat angekündigt hatte. Die Bezahldienste PayPal und Stripe schlossen die Konten von Gab, der Webhoster GoDaddy kündigte auch in diesem Fall die Verträge.
Im Mai 2019 löschte Facebook die Seiten mehrerer bekannter Rechtspopulisten, darunter die des Verschwörungstheoretiker Alex Jones, des Comedians Paul Joseph Watson, der rechten Aktivistin Lauren Southern und des Journalisten Milo Yiannopoulos. Die Plattformen Apple, Spotify, Twitter und YouTube hatten die Präsenzen des Onlineportals InfoWars, für das insbesondere Alex Jones und Paul Joseph Watson regelmäßig tätig waren, bereits 2018 gelöscht.
YouTube löschte im August 2019 den Kanal von Martin Sellner, dem Sprecher der rechtsextremen Identitären Bewegung Österreich. Nach Protesten durch Sellners Anwälte wurde der Kanal wiederhergestellt. Ab Mitte Juli 2020 wurde Sellners YouTube-Kanal erneut gesperrt.
Die Plattform Reddit löschte im Juni 2020 den von Fans des Präsidenten Donald Trump betriebenen Subreddit „the_donald“, was von netzpolitik.org als Deplatforming gewertet wurde.
Nach dem Sturm auf das Kapitol in Washington 2021 wurde das Netzwerk Parler von Google, Apple und Amazon von ihren Plattformen entfernt. Zudem wurden mit Trump im Zusammenhang stehende Accounts bei Facebook, Shopify, Twitter, Twitch und PayPal ganz oder temporär geschlossen.
Polen plant im Januar 2021 ein Gesetz gegen Deplatforming. Ein Gesetzentwurf sieht die Einführung eines Beschwerdesystems vor.
Im September 2021 löschte Facebook etwa 150 Seiten, welche den Maßnahmen gegen die Covid-19-Pandemie kritisch gegenüberstehen, darunter zahlreiche Seiten der "Querdenken"-Bewegung sowie ihres Gründers Michael Ballweg, welcher ankündigte, rechtlich dagegen vorgehen zu wollen. Gemäß Angaben von Facebook handelte es sich dabei um die weltweit erste Aktion gegen Seiten, welche nach Ansicht Facebooks eine "koordinierte Schädigung der Gesellschaft" beabsichtigen wollten.